# 252 v.Chr.
Het jaar 252 v.Chr. is een jaartal volgens de christelijke jaartelling.

## Gebeurtenissen

### Italië
- Gaius Aurelius Cotta en Publius Servilius Geminus zijn consul in Rome.
- De Romeinen bezetten de Eolische eilanden en het laatste Carthaagse bolwerk Termini Imerese op de noordkust van Sicilië.

### Griekenland
- Alexander, een neef van Antigonus II Gonatas van Macedonië leidt een opstand in Korinthe op de Peloponnesos. Met steun van Ptolemaeus II van Egypte behoudt hij zijn onafhankelijkheid.

### Egypte
- Ptolemaeus II Philadelphus herovert de Cycladen in de Egeïsche Zee.